# Masters de Escocia
El Masters de Escocia fue un torneo de snooker, profesional y de invitación, que se celebró en diferentes puntos de Escocia entre 1981 y 2002. Ronnie O'Sullivan, que se impuso (9-4) a John Higgins en la final de aquella cita de 2002, quedó como último ganador.

## Historia

### Ganadores
| Año  | Ganador           | Resultado | Subcampeón        | Referencias |
| ---- | ----------------- | --------- | ----------------- | ----------- |
| 1981 | Jimmy White       | 9-4       | Cliff Thorburn    | [ 1 ]       |
| 1982 | Steve Davis       | 9-4       | Alex Higgins      | [ 1 ]       |
| 1983 | Steve Davis       | 9-6       | Tony Knowles      | [ 1 ]       |
| 1984 | Steve Davis       | 9-4       | Jimmy White       | [ 1 ]       |
| 1985 | Cliff Thorburn    | 9-7       | Willie Thorne     | [ 1 ]       |
| 1986 | Cliff Thorburn    | 9-8       | Alex Higgins      | [ 1 ]       |
| 1987 | Joe Johnson       | 9-7       | Terry Griffiths   | [ 1 ]       |
| 1989 | Stephen Hendry    | 10-1      | Terry Griffiths   | [ 1 ]       |
| 1990 | Stephen Hendry    | 10-6      | Terry Griffiths   | [ 1 ]       |
| 1991 | Mike Hallett      | 10-6      | Steve Davis       | [ 1 ]       |
| 1992 | Neal Foulds       | 10-8      | Gary Wilkinson    | [ 1 ]       |
| 1993 | Ken Doherty       | 10-9      | Alan McManus      | [ 1 ]       |
| 1994 | Ken Doherty       | 9-7       | Stephen Hendry    | [ 1 ]       |
| 1995 | Stephen Hendry    | 9-5       | Peter Ebdon       | [ 1 ]       |
| 1996 | Peter Ebdon       | 9-6       | Alan McManus      | [ 1 ]       |
| 1997 | Nigel Bond        | 9-8       | Alan McManus      | [ 1 ]       |
| 1998 | Ronnie O'Sullivan | 9-7       | John Higgins      | [ 1 ]       |
| 1999 | Matthew Stevens   | 9-7       | John Higgins      | [ 1 ]       |
| 2000 | Ronnie O'Sullivan | 9-6       | Stephen Hendry    | [ 1 ]       |
| 2001 | John Higgins      | 9-6       | Ronnie O'Sullivan | [ 1 ]       |
| 2002 | Ronnie O'Sullivan | 9-4       | John Higgins      | [ 1 ]       |